# Metabasit
Metabasit är en grupp omvandlade kiselsyrafattiga, småkorniga bergarter som innehåller fältspat, biotit och hornblände. De har bildats genom omvandling av diabas, hyperit och basalt.
Ett exempel i Sverige är en omvandland gång som börjar i norr vid Skogskyrkogården, fortsätter till Tyresta och sen böjer tillbaka till Västerhaninge.
Metabasit i dagen vid riksväg 73.